# Bryan López

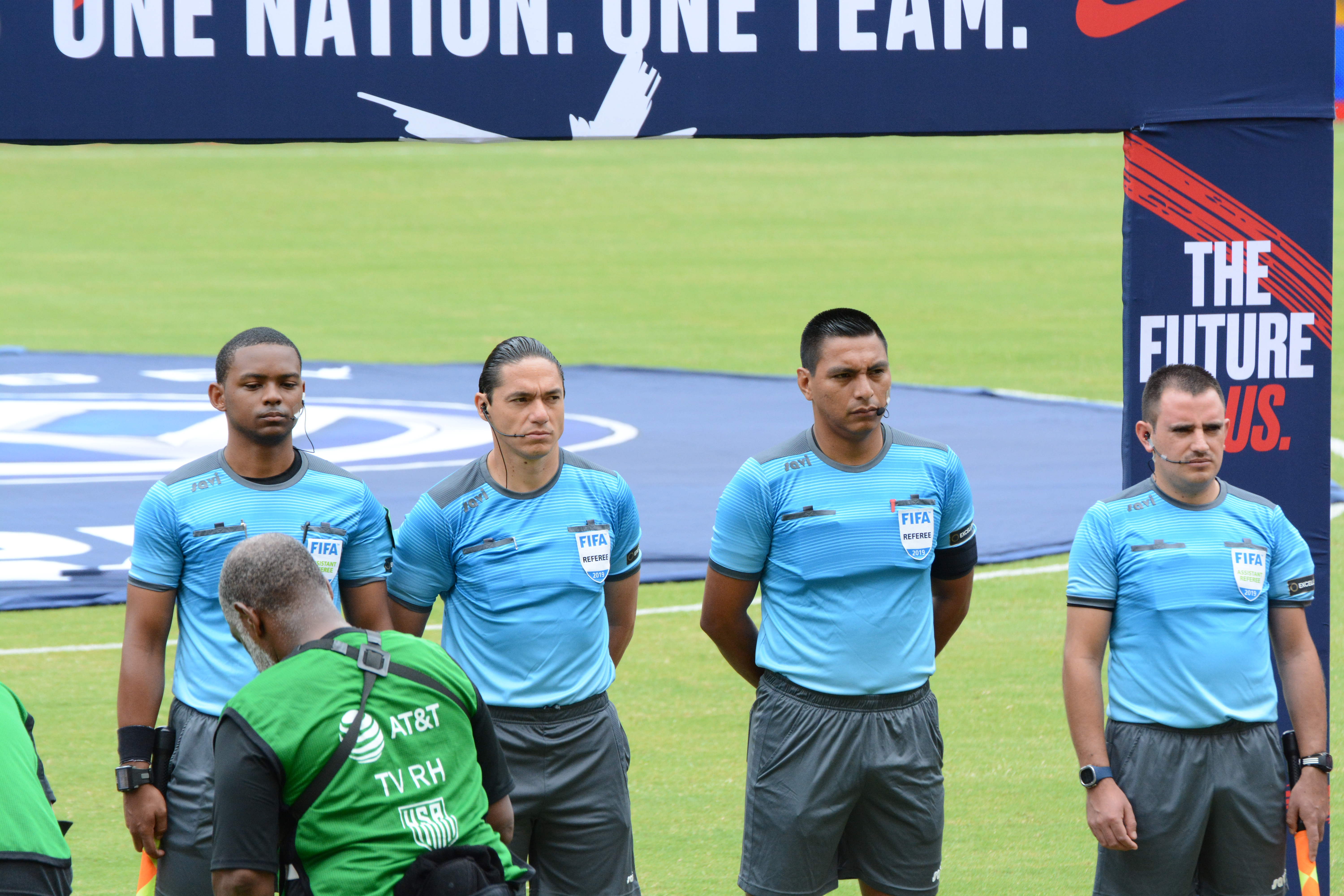
Bryan López (2. von rechts; 2019)

Bryan Amed López Castellanos (* 1988) ist ein guatemaltekischer Fußballschiedsrichter.
López leitet Spiele in der Liga Nacional de Guatemala; er hatte bislang mehr als 115 Einsätze.
Seit 2017 ist er FIFA-Schiedsrichter und leitet internationale Fußballspiele.
López wurde bislang bei zwei CONCACAF Gold Cups eingesetzt. Er leitete jeweils ein Gruppenspiel beim Gold Cup 2021 und beim Gold Cup 2023.
Zudem leitete López Spiele in der CONCACAF Champions League (zwei Partien), in der CONCACAF Nations League, in der CONCACAF League, in der CONCACAF-Qualifikation für die Weltmeisterschaft 2022 in Katar (zwei Spiele) sowie Freundschaftsspiele. Bei der U-20-Weltmeisterschaft 2023 in Argentinien wurde er als Unterstützungsschiedsrichter eingesetzt.
López ist der jüngere Bruder von Walter López (* 1980), der ebenfalls FIFA-Schiedsrichter ist.